# П'яцца Навона

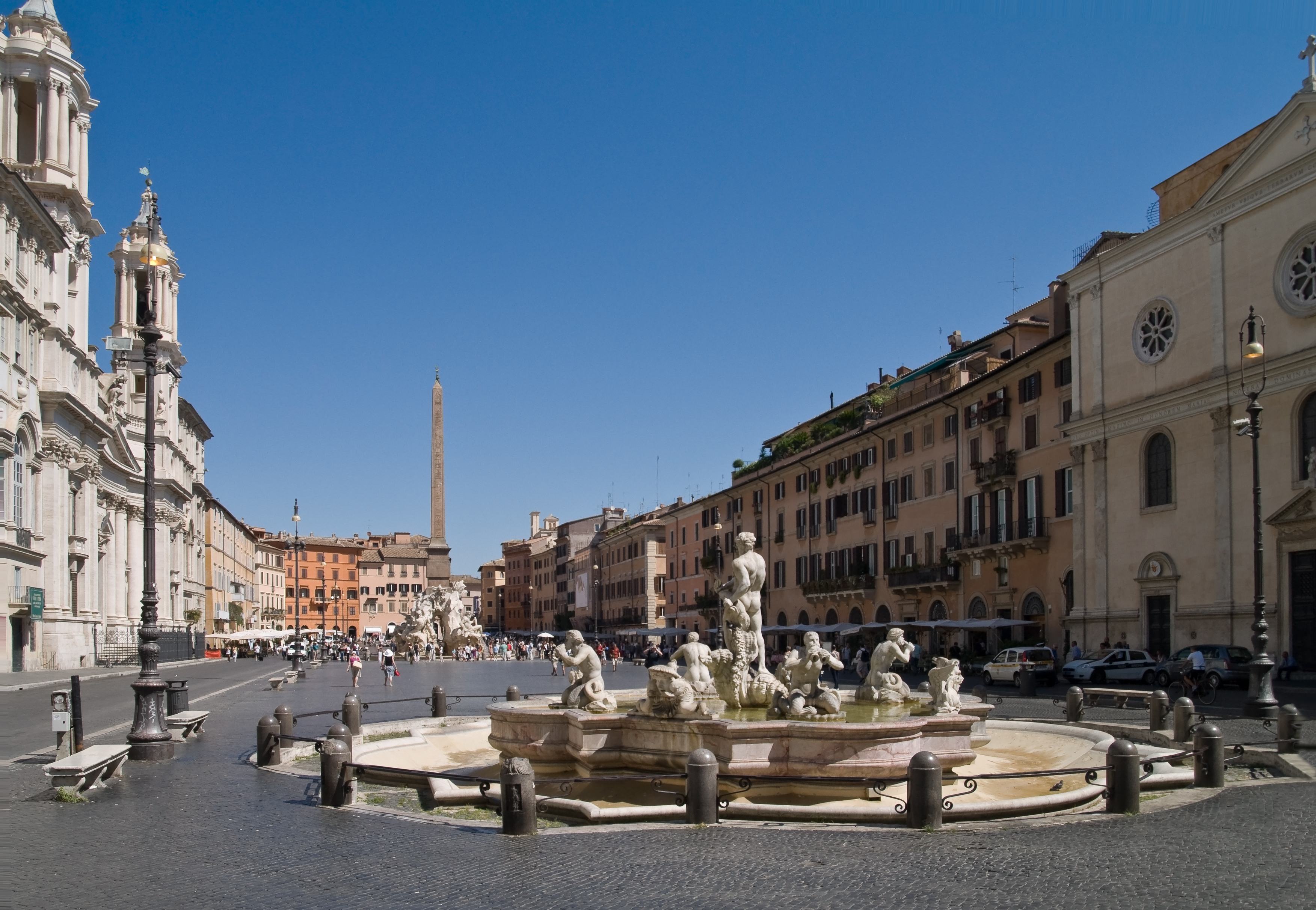
П'яцца-Навона (вид на північ)

П'яцца-Навона (італ. Piazza Navona) — римська площа у формі витягнутого з півдня на північ прямокутника. Разбудована на місці цирку Доміціана. З XV століття до 1869 — місце знаходження міського ринку. Забудовувалася у XVII столітті в стилі бароко.

## Фонтани
На площі знаходяться три прекрасні фонтани (раніше на площі знаходився також і четвертий фонтан — велика антична мармурова ванна), серед яких виділяється
Фонтан чотирьох річок (італ. Fontana dei Quattro Fiumi; архітектор — Берніні, 1651) — єгипетський обеліск в оточенні статуй, що символізують головні річки чотирьох частин світу — Ніл, Ганг, Дунай та Ла-Плату . Над скульптурами за ескізами Берніні працювали Франческо Баратта, Антоніо Фанчеллі, Андреа Ломбардо, Клаудіус Адам. Лев і бегемот виготовив Лаццаро Мореллі також із білого мармуру.
Фонтан Мавра — фонтан у південній частині площі. Спочатку фонтан був без фігур (кінець XVI століття), пізніше скульптуру мавра виготовив Берніні. Інші фігури належать до XIX століття.
Фонтан Нептуна — фонтан у північній частині площі. Фонтан Нептуна, встановлений на площі наприкінці XVI століття, також був без скульптур, Нептун і навколишні його фігури датовані XIX століттям.

## Інші будівлі
На площу виходять дві церкви, церква св. Агнеси (1652 р., арх. Джироламо Райнальді) та Ностра Синьйора дель Сакро Куоре та кілька палаців включаючи Палаццо Памфілі де тепер посольство Бразилії, що будувався для Інокентія X у 1644—1650 роках, та розмальований фресками П'єтро да Кортона.

## Галерея

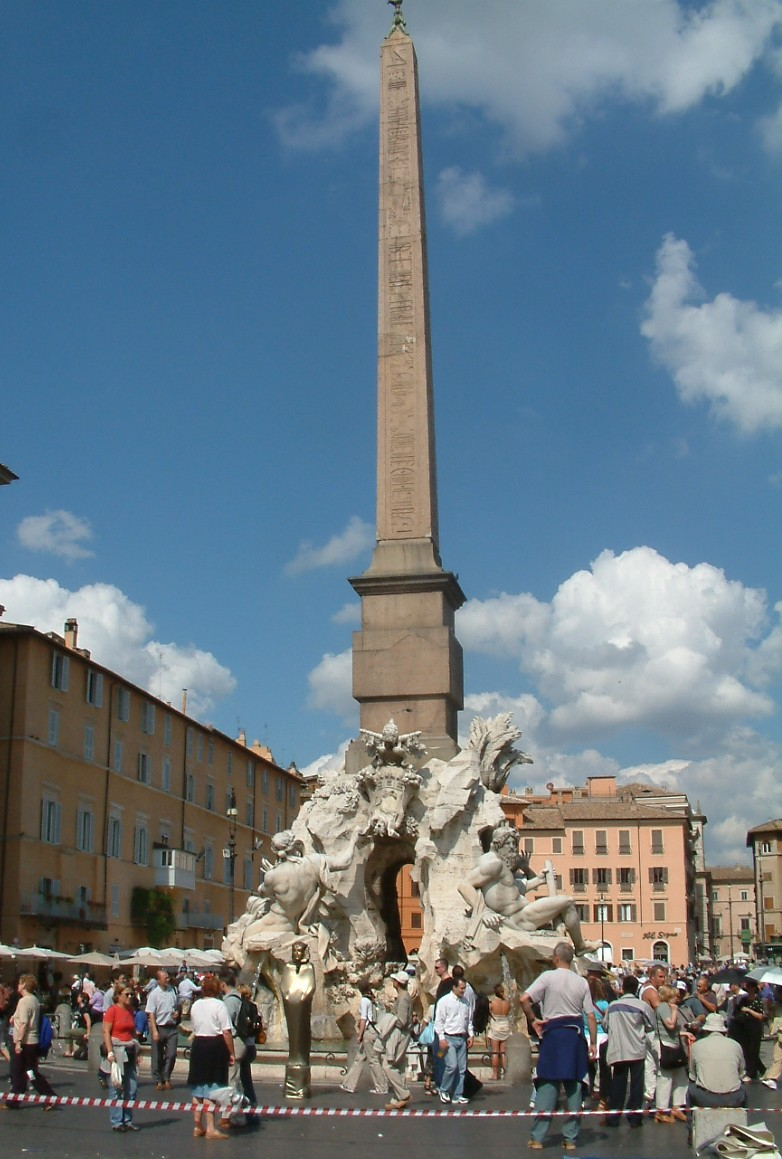
Фонтан чотирьох річок з єгипетським обеліском
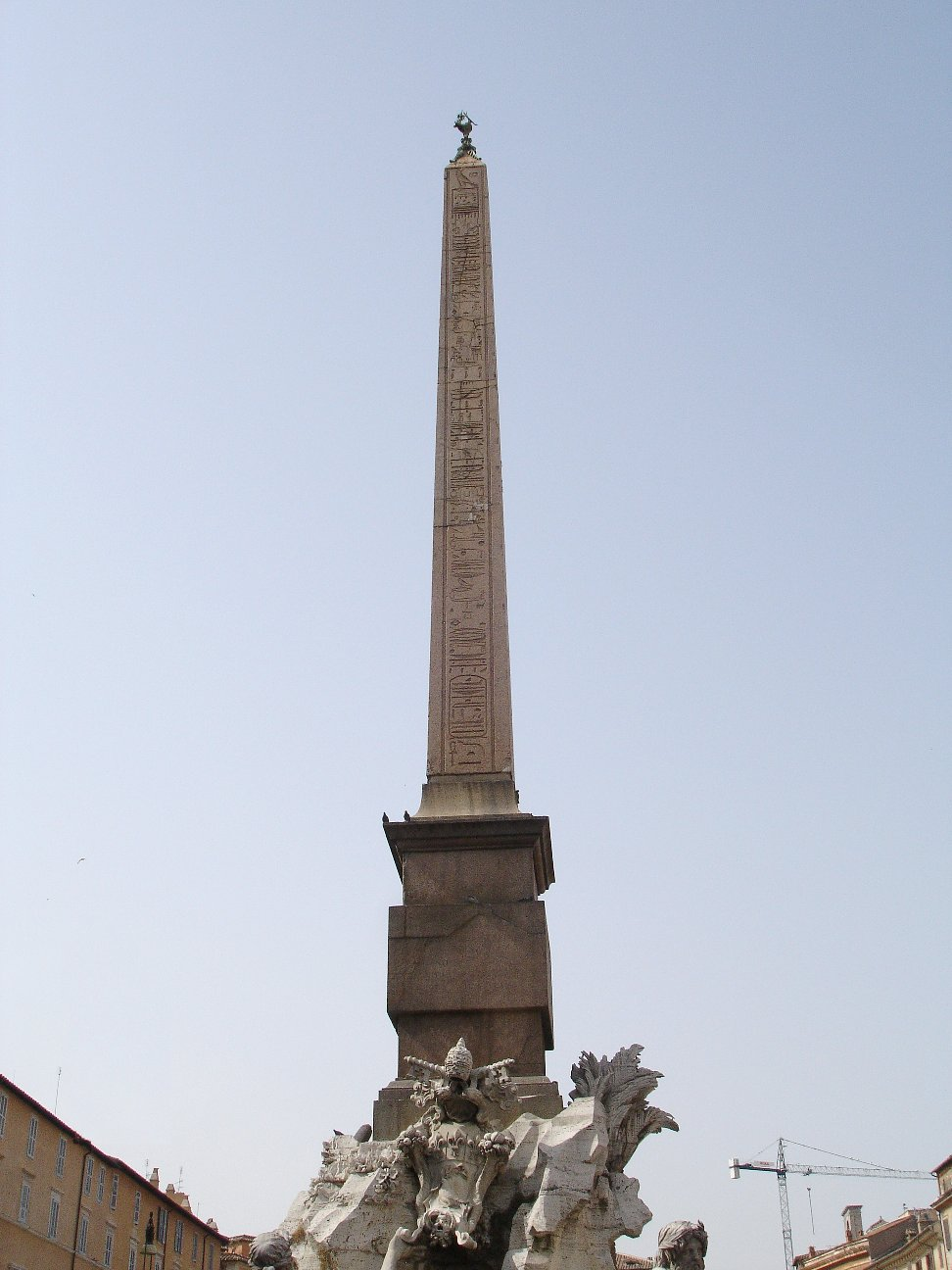
Фонтан чотирьох річок з єгипетським обеліском
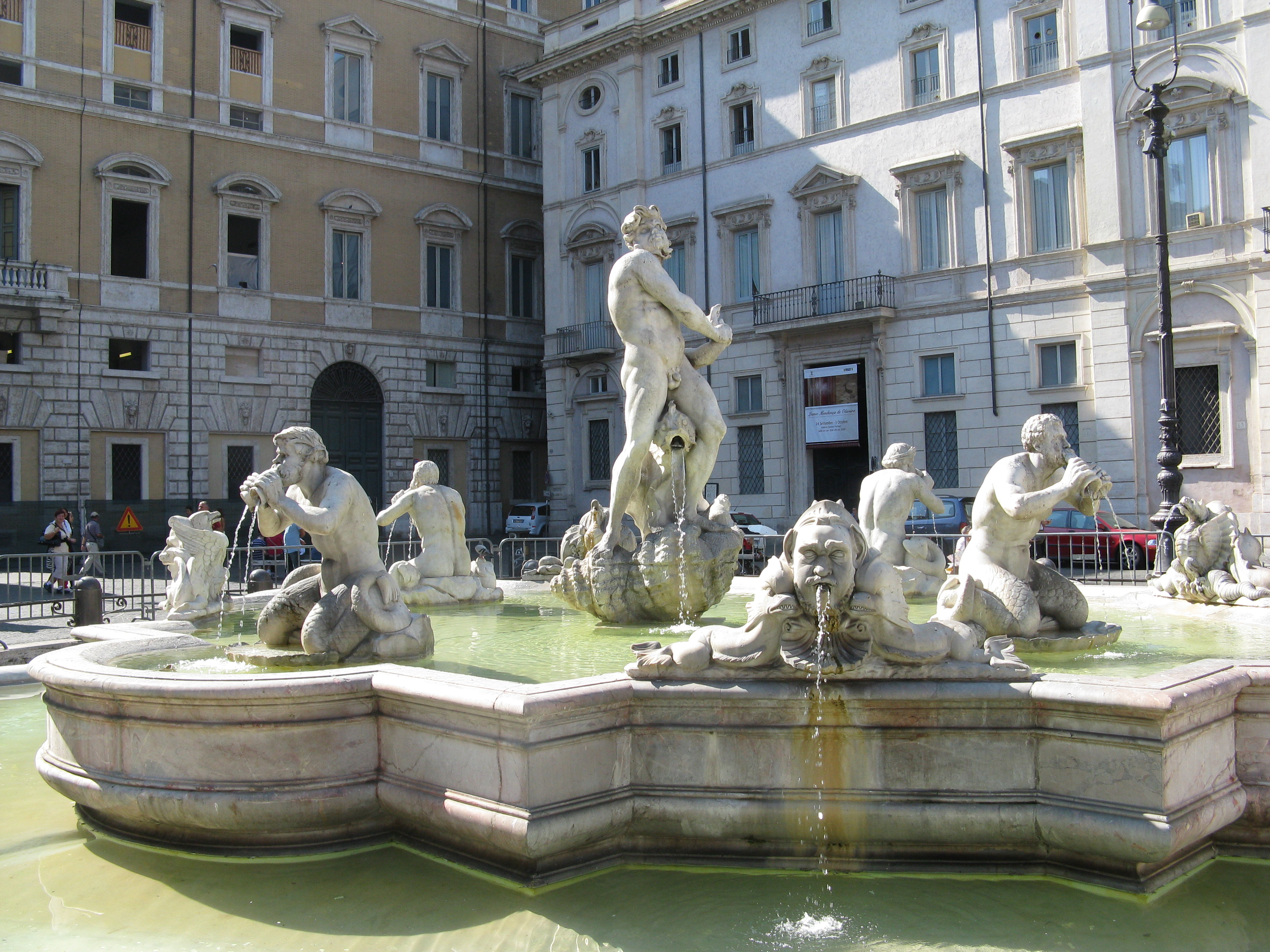
Фонтан Мавра
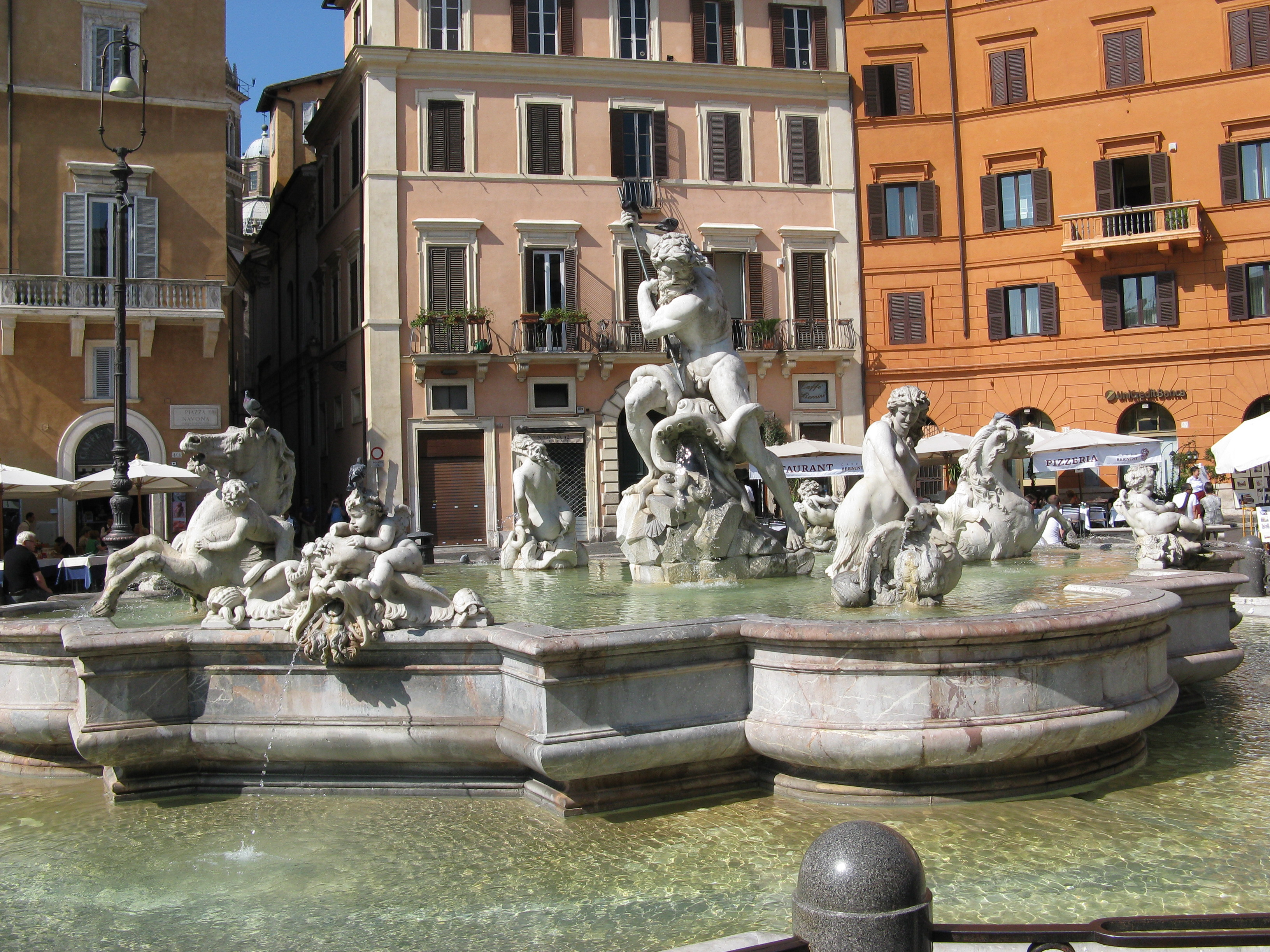
Фонтан Нептуна
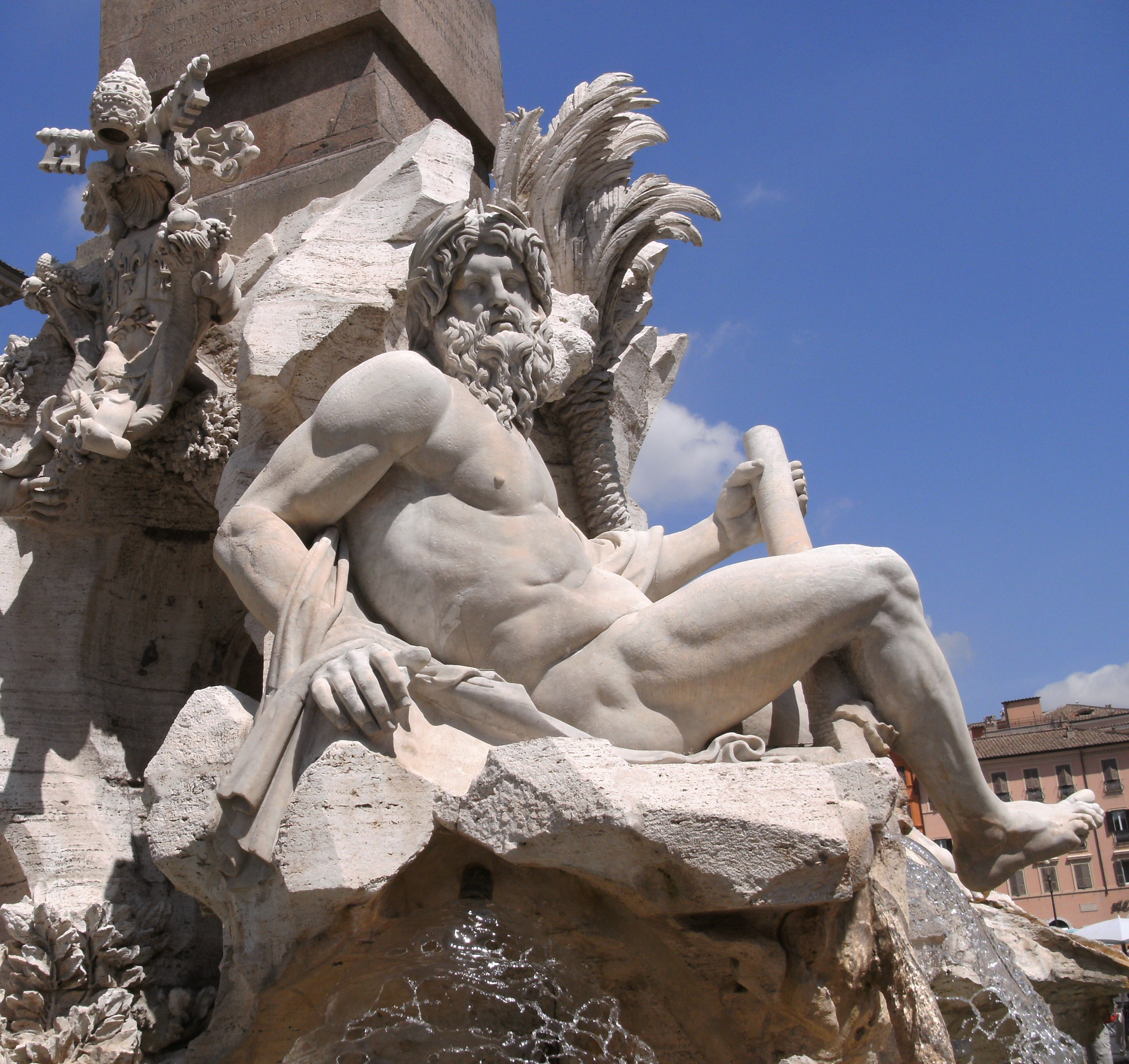
Фонтан чотирьох річок (Ганг)
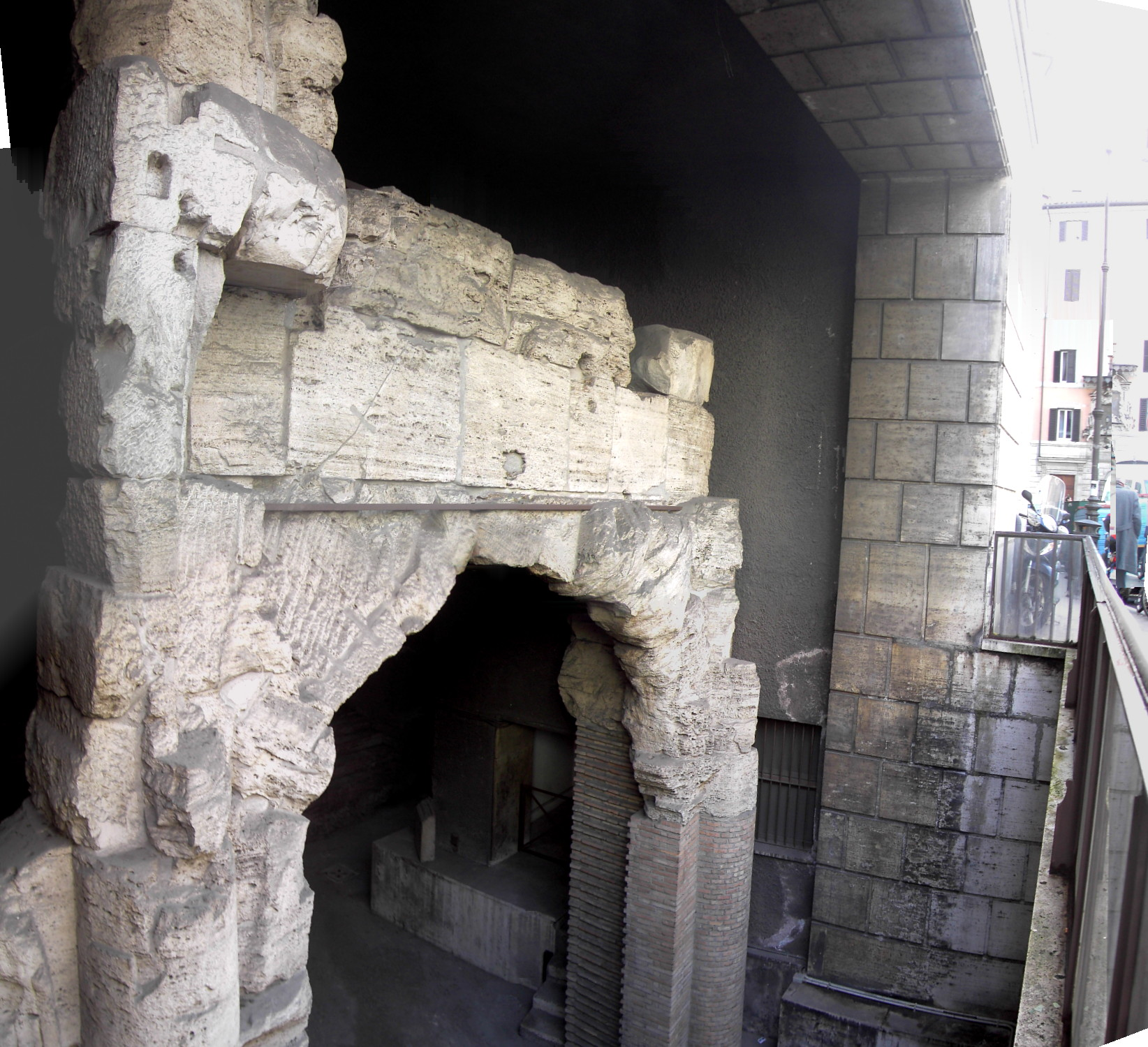
Залишки стадіону Доміціана
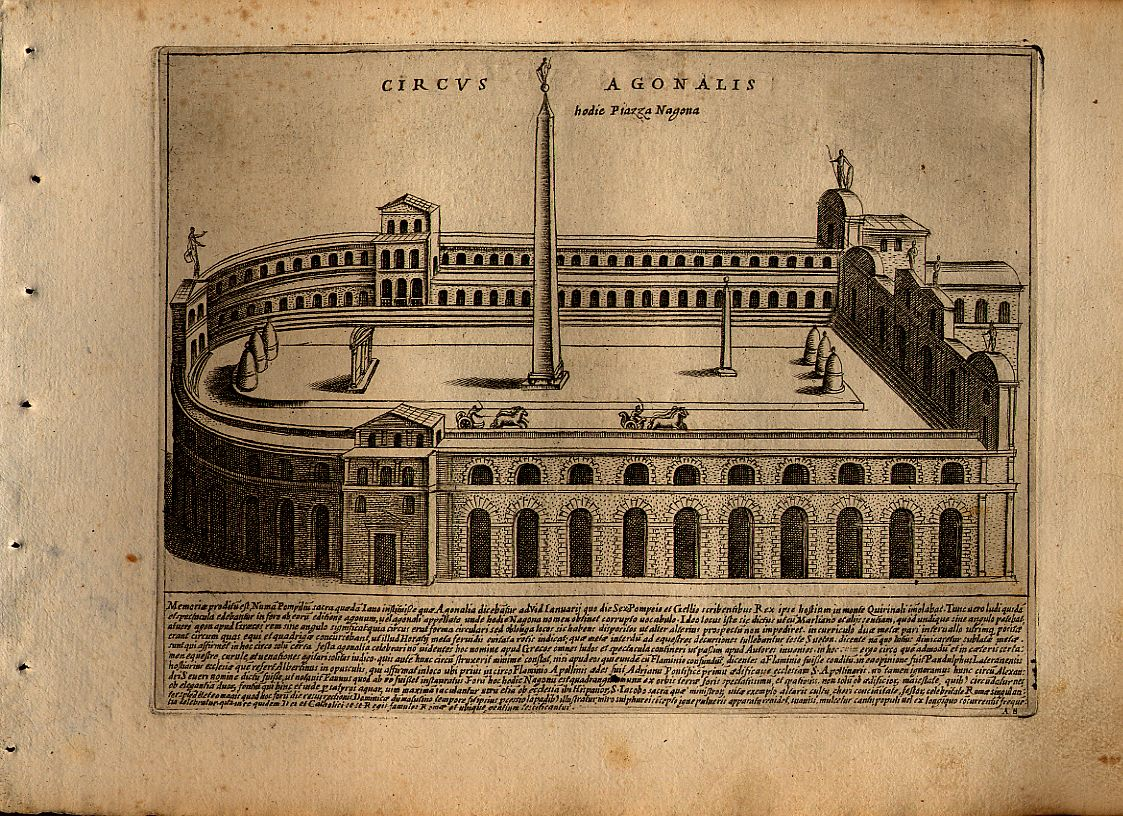
Гравюра
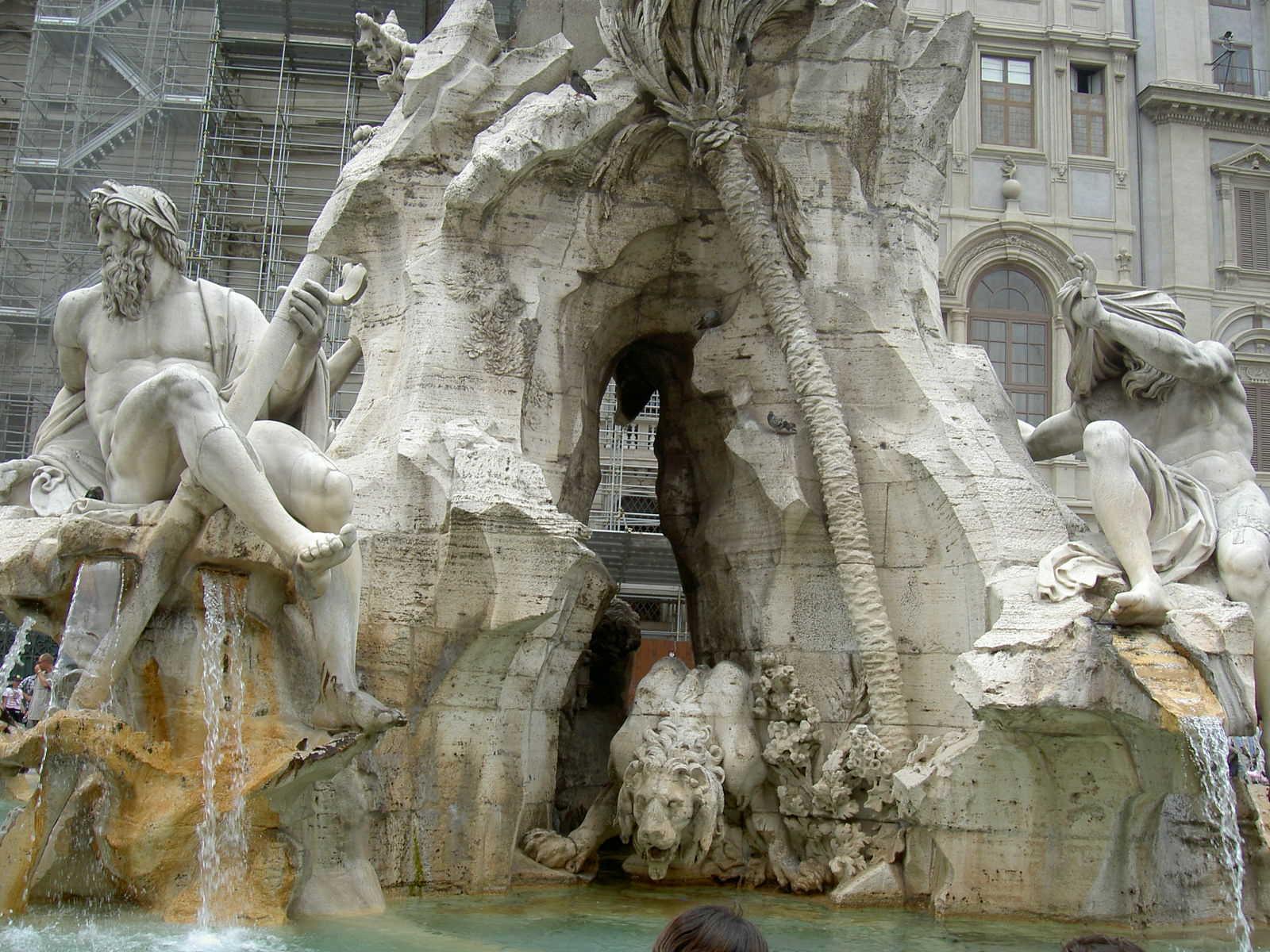
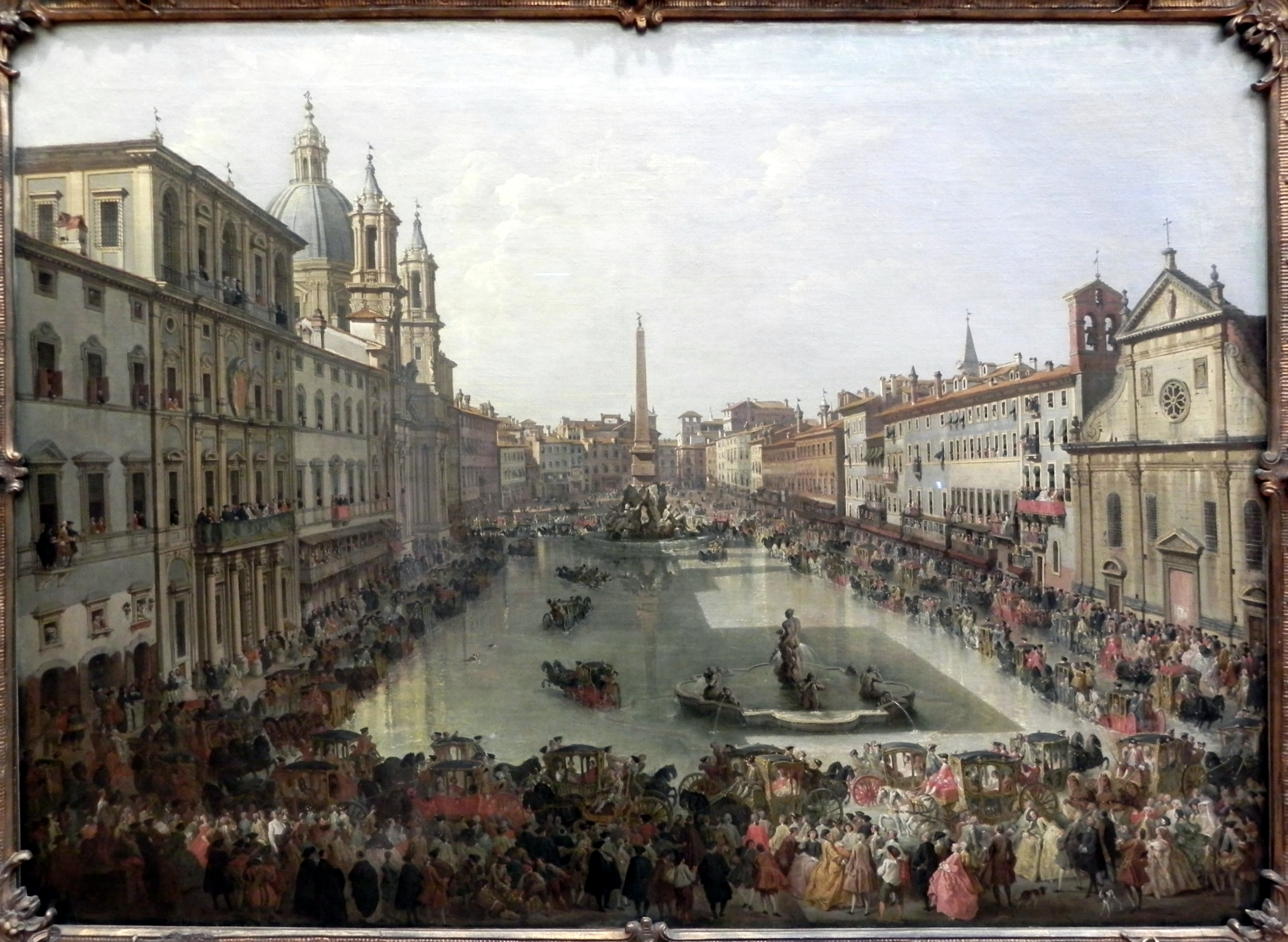
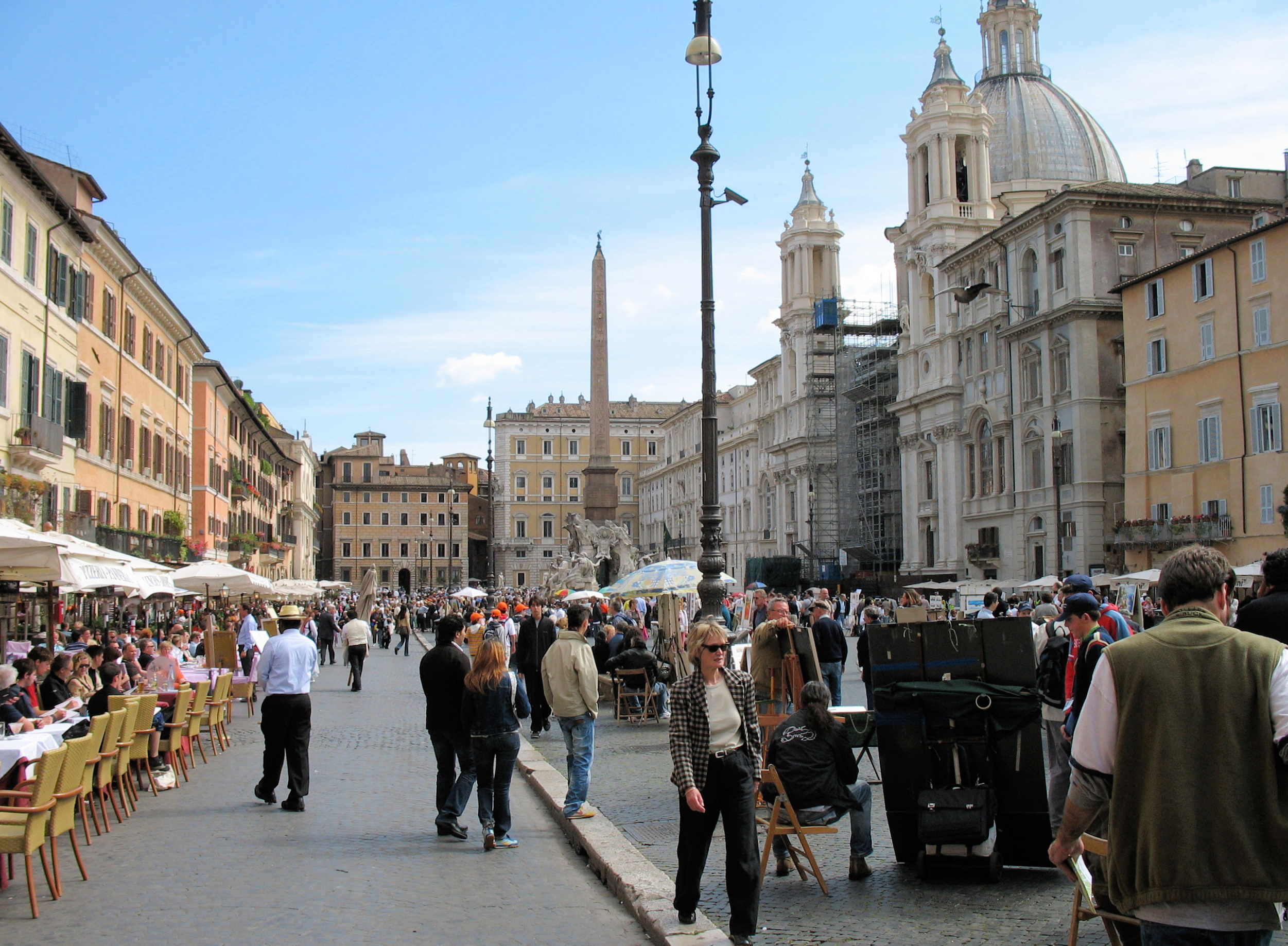
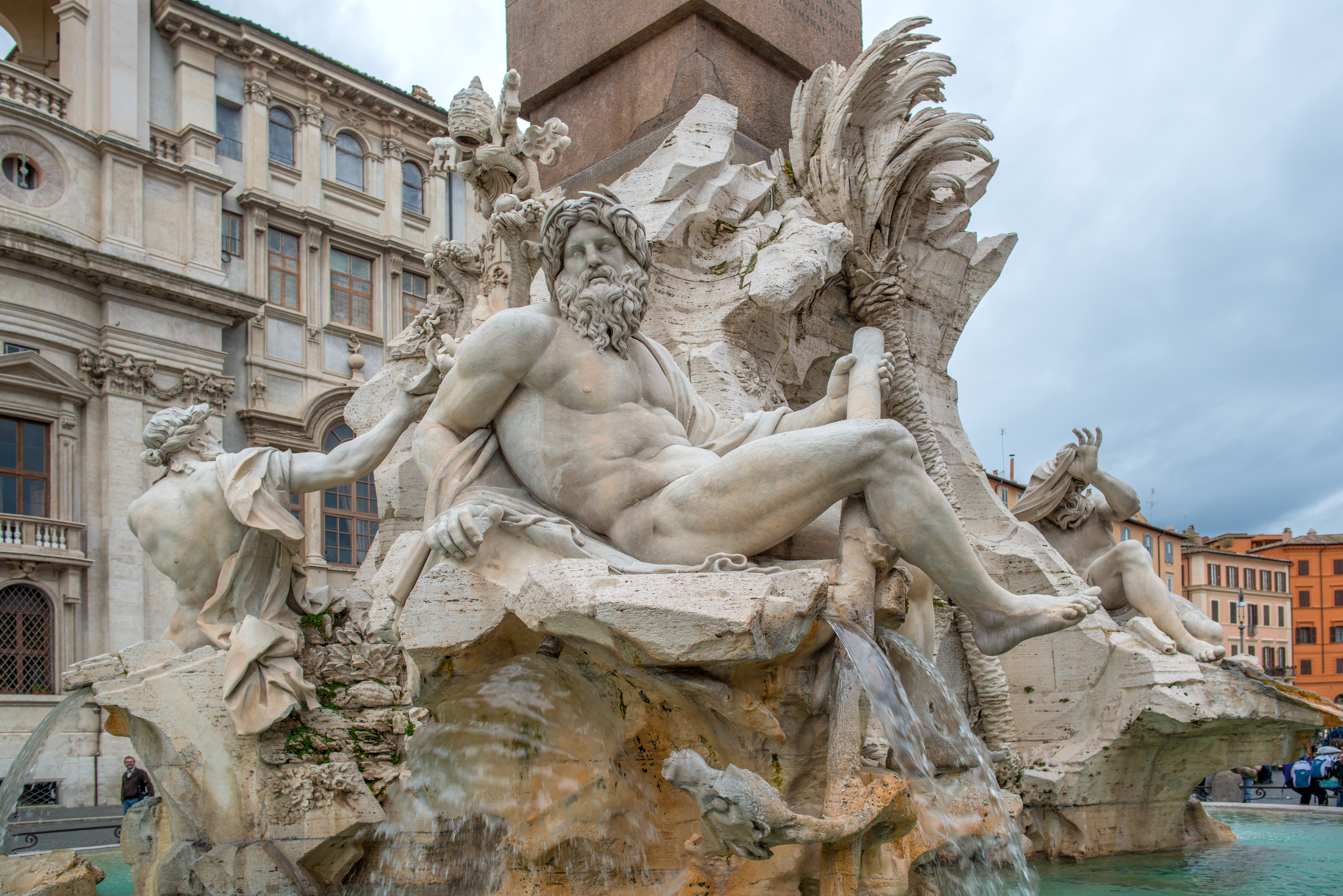
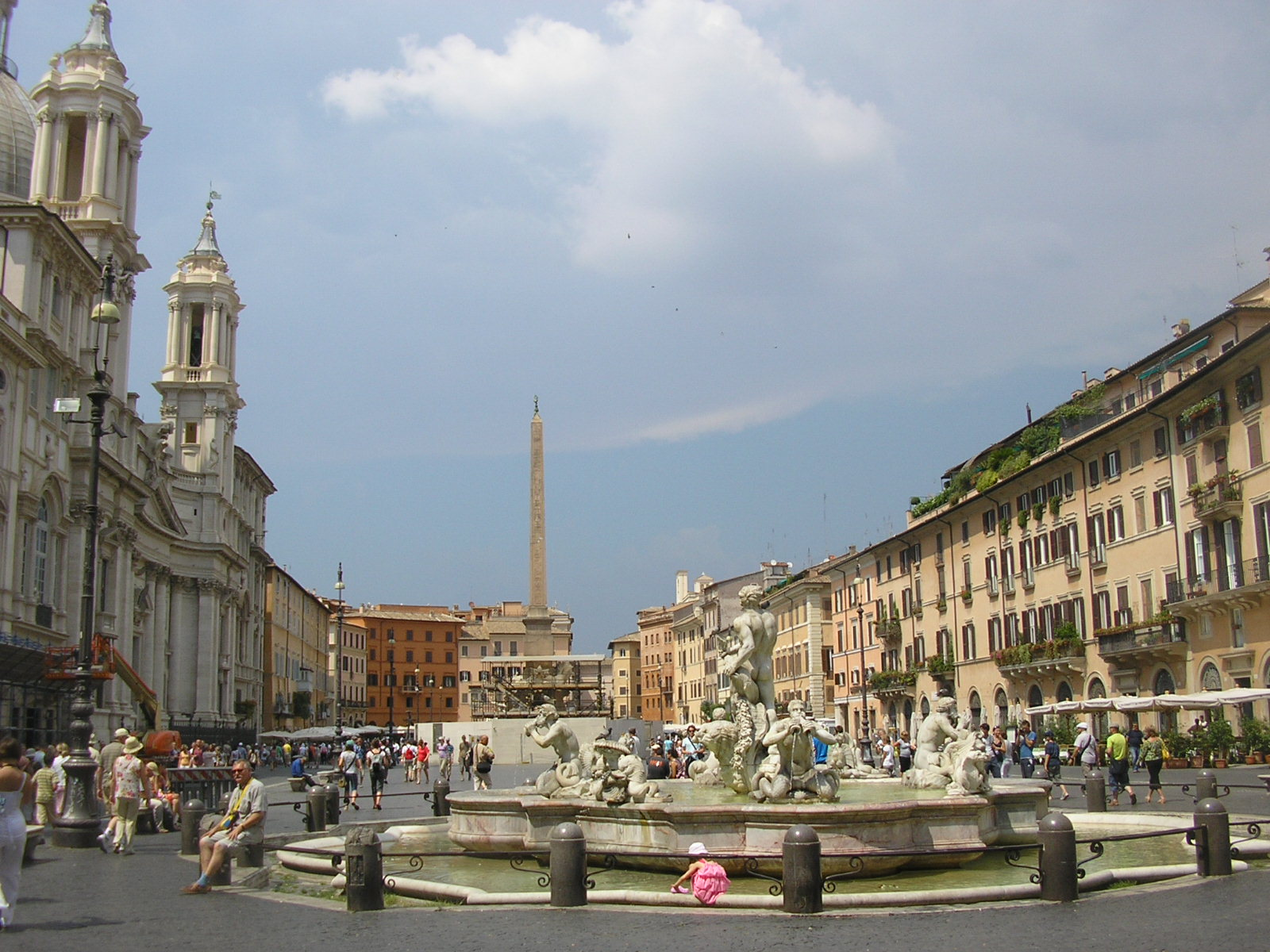
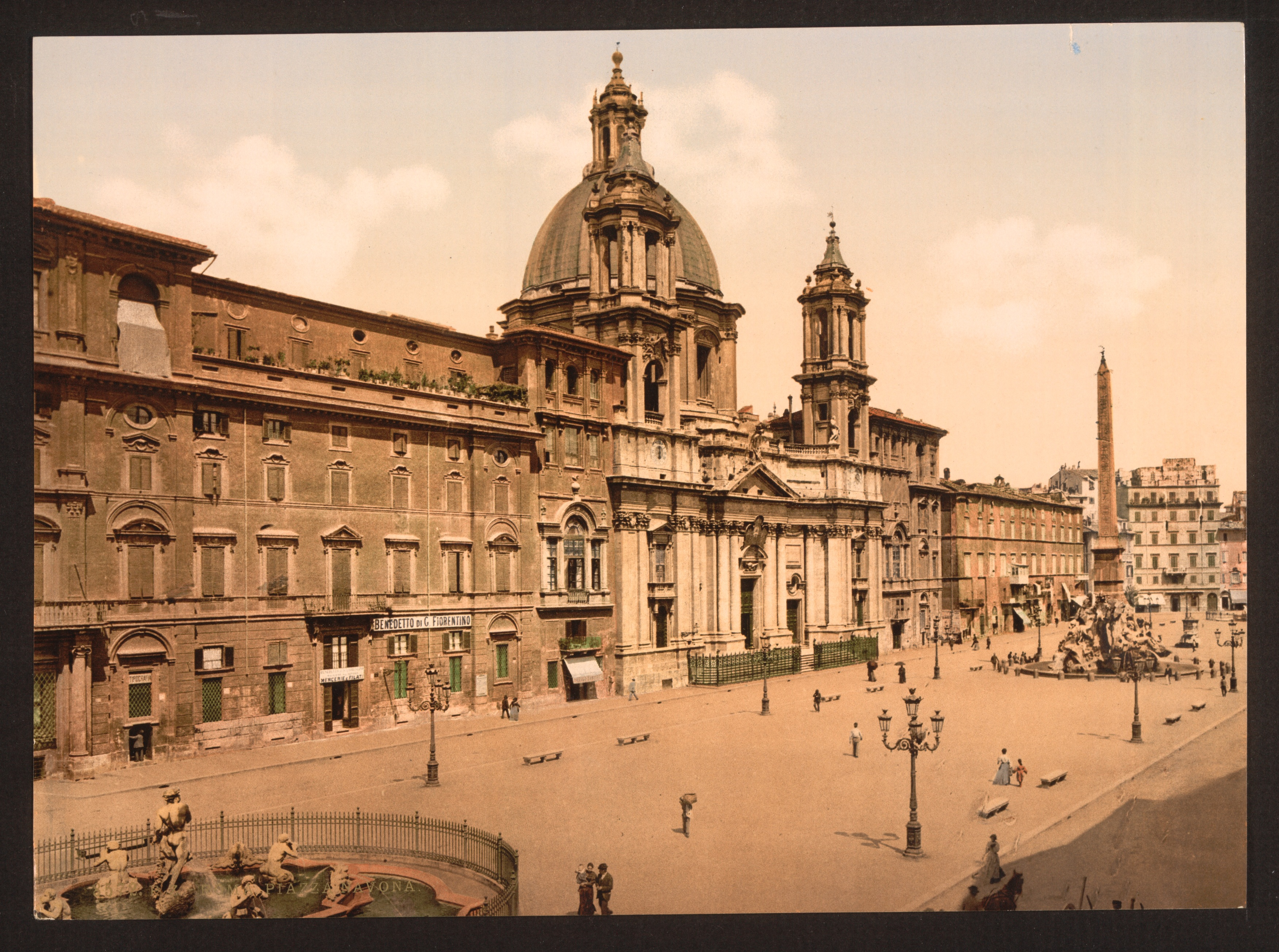
1890-1900